# Institut für Immunologie (Tübingen)
Das Institut für Immunologie war eine Forschungseinrichtung der Bundesrepublik Deutschland, die als Außenstelle in Tübingen Teil der rechtlich selbstständigen Bundesoberbehörde Friedrich-Loeffler-Institut auf der Insel Riems war. Das FLI trug auch die Zusatzbezeichnung „Bundesforschungsinstitut für Tiergesundheit“. Das Institut betrieb in erster Linie Ressortforschung für das Bundesministerium für Ernährung, Landwirtschaft und Verbraucherschutz. Die Forschungsaufgaben des Instituts lagen im Gebiet der Veterinärmedizin und der Immunologie.

## Geschichte
Im Jahr 1952 wurde die Errichtung der „Bundesforschungsanstalt für Viruskrankheiten der Tiere“ (BFAV) in Tübingen beschlossen, nachdem die ehemalige Reichsforschungsanstalt auf der Insel Riems nach der Teilung Deutschlands der Bundesrepublik nicht mehr zur Verfügung stand. Aktueller Anlass für die Errichtung war die starke überregionale Ausbreitung der Maul- und Klauenseuche Anfang der 1950er Jahre, die der landwirtschaftlichen Tierhaltung schwere Verluste zugefügt hatte. Dass die Wahl des Standortes auf Tübingen fiel, lag nicht zuletzt daran, dass dort bereits das „Max-Planck-Institut für Virusforschung“ (seit 1984 Max-Planck-Institut für Entwicklungsbiologie) ansässig war.
In den ersten Jahren wurden überwiegend praxisorientierte Fragestellungen aus der Diagnostik und Epidemiologie bearbeitet. Die Arbeiten wurde neben der Forschung am Maul-und-Klauenseuchen-Virus auch auf andere virusbedingte Tierkrankheiten ausgedehnt.
Nach der deutschen Wiedervereinigung wurden die Friedrich-Loeffler-Institute auf der Insel Riems im Jahre 1992 als Bestandteil der BFAV neu gegründet, 1997 wurde dann die Insel Riems Hauptsitz der Bundesforschungsanstalt und der Standort Tübingen eine Außenstelle der BFAV. 2004 wurde die „Bundesforschungsanstalt für Viruskrankheiten der Tiere“ umbenannt in Friedrich-Loeffler-Institut.
Die Außenstelle in Tübingen wurde am 31. Dezember 2011 aufgelöst, nachdem der Neubau auf der Insel Riems vollendet worden war.

## Forschung
Die Aufgaben des Instituts gliederten sich in folgende Bereiche:
- Angewandte Immunologie und Molekularbiologie
- Immunologie und Pathogenese infektionsbedingter Erkrankungen
- Mitwirkung bei der Risikoabschätzung nach dem Gentechnikgesetz

### Immunologie und Molekularbiologie
Zur Verbesserung und Entwicklung neuer Bekämpfungs- und Kontrollstrategien auf immunologischer Grundlage wurden molekularbiologische Untersuchungen an verschiedenen Viren durchgeführt. Diese Untersuchungen mit dem Ziel, rekombinante Viren als Lebendvakzine einzusetzen, erstreckten sich auf Pestiviren (Virus der klassischen Schweinepest; Virus der bovinen Virusdiarrhoe), Caliciviren (Virus der hämorrhagischen Kaninchenseuche), Herpesviren (Pseudorabiesvirus), Parapockenviren sowie Fischrhabdoviren.

### Immunologie und Pathogenese
Die immunologischen Arbeiten des Instituts dienten der Aufklärung der zellulären und humoralen Immunantwort auf Virusinfektionen beim Schwein und in Modellen von Maus, Ratte und Hamster. Der Schwerpunkt dieser Arbeiten lag in der Analyse der an Abwehrreaktionen beteiligten Mechanismen bis hin zur zellbiologischen Untersuchung immunologisch relevanter Signalwege. Erkenntnisse aus diesen Untersuchungen wurden zum Verständnis der Pathogenese und zur Verbesserung der Effizienz und Neuentwicklungen von Virusimpfstoffen eingesetzt. Es wurden Untersuchungen an Pestiviren durchgeführt, um virale Virulenzfaktoren zu identifizieren und deren Wirkmechanismen zu verstehen.
Neben Arbeiten zur Analyse der Beteiligung immunologischer Mechanismen bei der Pathogenese von TSE-Erkrankungen wurden auch Arbeiten zur Struktur und zur Inaktivierung von TSE-Erregern durchgeführt. Virus-Wirtsinteraktionen wurden in experimentellen Influenzavirusinfektionen untersucht. Schwerpunkte der Forschung über Fischviren waren die molekulare Epidemiologie fischpathogener Rhabdoviren sowie die Entwicklung von Impfstoffen.

### Risikoabschätzung
Für die Risikoabschätzung bei der Freisetzung gentechnisch veränderter Organismen, eine Aufgabe des FLI nach dem Gentechnikgesetz, schufen am Institut durchgeführte Forschungsarbeiten zur Molekularbiologie von Viren die wissenschaftlichen Grundlagen.